# Alberto Garralda
Alberto Garralda (Rojas, provincia de Buenos Aires, 15 de septiembre de 1925 - Buenos Aires, 1 de marzo de 2017), cuyo nombre completo era Alberto Julián Garralda, fue un bandoneonista, director de orquesta  y compositor dedicado argentino al género del tango.

## Primeros años
Sus padres fueron Clara Debote, una argentina de padres italianos y Francisco Garralda, un inmigrante de Pamplona, y los primeros años de su juventud transcurrieron en su ciudad natal, donde a los 11 años comenzó a estudiar música, a tocar el piano y, en especial, ejecución del bandoneón, con Alberto Martínez y llegó a integrar de adolescente la orquesta local de Juan M. Casco.

## Actividad profesional
Se radicó en Buenos Aires en 1943 y al año siguiente se incorporó a la orquesta de Juan Carlos Caviello, que por entonces tenía como cantor a Jorge Maciel, que por entonces todavía usaba profesionalmente su nombre real de Carlos Pellegrini. Con este conjunto trabajó en distintos bares y también por Radio Argentina hasta que en 1945 ingresa al conjunto de Juan Canaro cuyo pianista era José Márquez, quien posteriormente lo lleva a la llamada Orquesta Argentina, formada por exintegrantes de la orquesta de Osvaldo Fresedo entre los que se encontraban el pianista Armando Lacava, el violinista Eberardo Nadalini y el cantor chivilcoyano Juan Carlos Miranda.
Dejó el conjunto para cumplir con el servicio militar obligatorio y regresó a la música en 1947 como primer bandoneón de la orquesta del violinista Alfredo Gobbi que ese año comenzó a grabar para RCA Victor; Mario Demarco, Roca y Mauricio Schulman, a quien llamaban El Buda, que más adelante tocó en la orquesta del chileno Luis Saravia, completaban la fila de bandoneones.
De esta destacada orquesta han quedado excelentes versiones tangueras en arreglos, en su mayoría, del propio director y de Mario Demarco. Refiriéndose al Gobbi de esa época dice Luis Adolfo Sierra:

” Impuso así, una manera distinta de sentir y de expresar el tango. Trajo en sus originales concepciones estéticas, de evidente filiación renovadora, reminiscencias de viejo tiempo, enmarcadas en el exacto equilibrio de los valores evolucionistas, que le permitieron la cristalización de una de las más coloridas, profundas, densas y auténticas expresiones del tango instrumental…. la imagen temperamental del tango de Alfredo Gobbi se refleja…en el estilo de su orquesta… Sin alardes excesivamente académicos, pero dentro de un tratamiento armónico de depurada musicalidad, utilizó…una división rítmica muy singular, logrando un tipo de tango preferentemente lento y acentuado, con atrayente utilización del "rubatto", de la "sincopa" y de los sutiles matices de interpretación… Los solos instrumentales encuentran siempre preferente y exacta ubicación en sus planteos orquestales, permitiendo el lucimiento de los instrumentistas, con particular predominio de su inimitable "violín romántico".

Garralda dejó a Gobbi a fines de 1950 para unirse a Mario Demarco que había decidido independizarse y formar una cooperativa bajo su conducción. En el nuevo conjunto estaban Ernesto Romero en piano, José Carli, Luis Piersantelli, Cabrera y Antonio Blanco en violines, Demarco, Garralda, Tito Rodríguez y Ricardo Varela en bandoneones, Luis Adesso en contrabajo y los cantores Raúl Quirós y Jorge Sobral. Al año siguiente se va Garralda a la orquesta de Julio De Caro integrándose a la línea de bandoneones con Carlos Marcucci, Cristóbal Ramos, Arturo Penón y Alfredo Marcucc. En 1953, Jorge Maciel lo convence para volver a la orquesta de Gobbi.
En 1959, Miguel Caló contrató a Garralda para su orquesta, en la cual ya revistaban, entre otros, el pianista Tarantino en piano y los bandoneonistas Luis Maggiolo, Gómez y Jorge Ceriotti , y hacen una gira por Brasil. En la década de 1960, el pianista Jorge Dragone lo llamó para hacer una gira por Venezuela con la orquesta que acompañaba a Alberto Castillo en reemplazo de Ángel Condercuri que se había desvinculado. A ese país retornó Garralda alrededor de 1967 para actuar en una peña de tango que conducían el bandoneonista Musaccio (conocido como Di Maggio) y un cantor apellidado Alonso. Allí se vinculó con dos argentinos que residían allí desde hacía varios años: Alfredo Attadia, con quien hizo actuaciones y grabaciones y Agustín Irusta, a quien acompañó en presentaciones.
En 1968 grabó en Colombia junto a José Márquez, que vivía allí, y músicos locales, y trabajó acompañando al cantor cordobés Maldonado y al vocalista Alberto Garda en televisión y en presentaciones en vivo en salas de cine. También hizo una corta temporada en Ecuador con Márquez y en 1970 volvió a su país, donde en forma esporádica  acompañó  a cantores como Alberto Marino, Roberto Rufino, Alberto Podestá y –entre 1975 y 1986- a Alberto Morán. Paralelamente realizó varias grabaciones con conjuntos bajo su dirección a los que imprimió un estilo piazzolliano que los ubicaba dentro de la música de vanguardia. Continuó trabajando posteriormente, inclusive en presentaciones en programas culturales de la ciudad de Buenos Aires, en tanto seguía componiendo. Era miembro de la Academia Nacional del Tango

Como compositor se recuerdan especialmente Astral' (2010), Bella y sin piedad (1981) en colaboración con Leopoldo Marechal, Desnudando la ciudad  (1981) y, entre las grabadas, a Latido de Buenos Aires (1981), Mensaje a la ciudad (1981) y Los duendes nocturnos (1985) que fueron registradas por conjuntos dirigidos por el autor, La zapada (1951), que grabó  Mario Demarco y Sin vuelta de hoja (1956), que grabara Alfredo Gobbi.
Alberto Garralda falleció en Buenos Aires el 2 de marzo de 2017.

## Obras registradas en SADAIC
SADAIC tiene registradas las siguientes obras de Alberto Garralda:
- A puntualmente en Buenos Aires (1983)
- Arlt
- Astral I movimiento (2010)
- Astral II movimiento' (2010)
- Astral III movimiento' (2010)
- Astral obra integral' (2010)
- Bella y sin piedad (1981) con Leopoldo Marechal
- Carátula (1984) con Ernesto Ángel Arrighi y Greta Dora Williams
- Concierto para bandoneón y cuerda (2005)
- De esta manera  (2000)
- De guapo y sin temblar
- Decantación (2000)
- Desandando el tiempo (1983)
- Desnudando la ciudad  (1981)
- Ella se reía
- Hora de encuentros (1981)
- Inmanente (1983) con Ernesto Ángel Arrighi
- La zapada (1951)
- La zorra tristeza (1981) con Eduardo Ángel Romano
- Latido de Buenos Aires (1981)
- Los duendes nocturnos (1985)
- Luna ciudad y misterio (1983)
- Mensaje a la ciudad (1981)
- Mi ángel rubio (1984)
- Pasión y muerte de nuestro Jesucristo  (1983)
- Reposo del porteño  (1981)
- Sin vuelta de hoja (1956)
- Sucedió en verano (2003)
- Te espero en el café
- Tema sobre si bemol  (2003)
- Toda la música (1984)
- Vamos que aun podemos (1981)
- Villa amargura
- Yo payaso (1982) con Ernesto Ángel Arrighi
- Yo recuerdo la infancia

## Grabaciones
Garralda dirigió el quinteto formado con el violinista Fernando Suárez Paz, Horacio Malvicino con guitarra eléctrica, el contrabajista Héctor Console y el pianista Osvaldo Berlingieri todos músicos que acompañaron a Astor Piazzolla en el álbum De esta manera.
En el LP Mensaje a la ciudad de 1975, tocaron instrumentistas con importantes trayectorias  como: Eduardo Walczak, Reynaldo Nichele, Fernando Suárez Paz, Mario Abramovich, Tito Besprovan, Mauricio Marcelli, José Bragato, Osvaldo Tarantino, José Colángelo, Bartolomé Palermo y Enrique "Kicho" Díaz.
Con su conjunto de cuerdas y la voz de Rodolfo Almar registró en 1978 el larga duración Latido de Buenos Aires. En 1983, el álbum Puntualmente y en 1998, el CD Los duendes nocturnos.